# August Baeyens
August Louis Baeyens (født 5. juni 1895, død 17. juli 1966 i Antwerpen, Belgien) var en belgisk komponist og bratschist.
Baeyens studerede på Royal Flemish Musikkonservatorium hos August de Boeck.
Baeyens var en betydningsfuld person i Antweperns musikliv (1927-1953), bl.a. som direktør for Royal Flemish Opera.
Han var inspireret af bl.a. Claude Debussy, Richard Wagner, Richard Strauss, Erik Satie, Paul Hindemith og Arnold Schönberg.
Han har skrevet 9 symfonier, orkesterværker, kammermusik og koncerter for mange instrumenter.

## Udvalgte værker
- Symfoni nr. 1 (1923) - for orkester
- Symfoni nr. 2 (1939) - for orkester
- Symfoni nr. 3 (1949) - for orkester
- Symfoni nr. 4 (1952) - for orkester
- Symfoni nr. 5 (1954) - for orkester
- Symfoni nr. 6 (1955) - for orkester
- Symfoni nr. 7 "I en bevægelse" (1958) - for orkester
- Symfoni nr. 8 (1961) - for orkester
- Lille Symfoni (1928) -  for kammerorkester
- Arkadia (Arcadia) (1951) (kammersymfoni) -  for 19 solister
- Natstykke (1953) - for orkester
- Trompetkoncert (1959) - for trompet og orkester